# Église Saint-Job d'Uccle
L'église Saint-Job (en néerlandais : Sint-Jobkerk) d’Uccle (Bruxelles), est un édifice religieux du début du XXe siècle. Elle remplaça la première église paroissiale d’Uccle construite au siècle précédent qui elle-même avait succédé à l’ancienne chapelle castrale des seigneurs de Carloo. L’église est paroisse catholique.
L’église aux formes architecturales inusuelles se trouve au centre d’un quartier qui en prit le nom — le quartier Saint-Job — qui a sa place Saint-Job et chaussée de Saint-Job, sa gare de Saint-Job. Nombre de commerces des environs se sont également placés sous le vocable de Saint-Job.

## Histoire

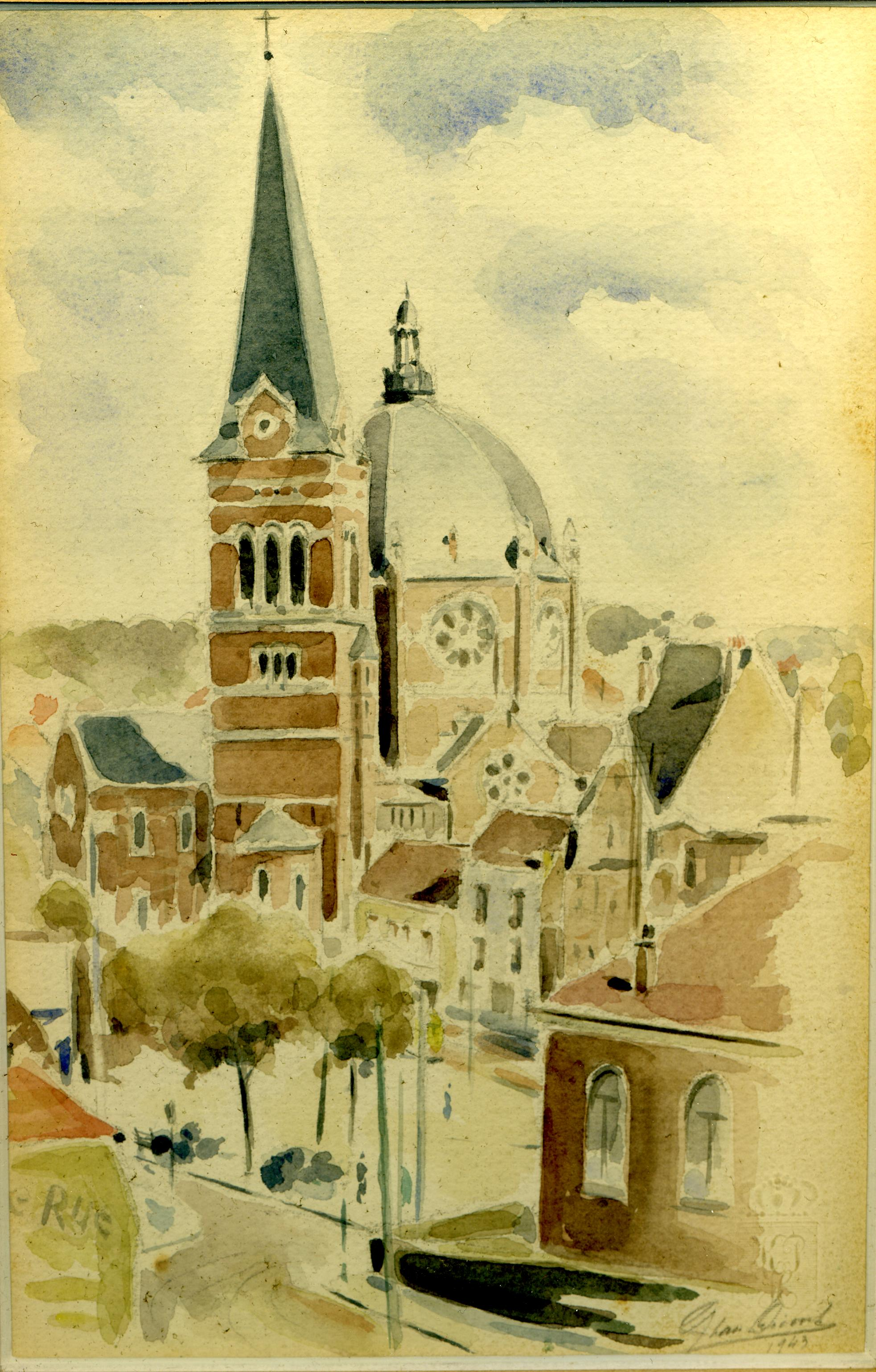
Église Saint-Job (aquarelle de Léon van Dievoet, 1943)

Jusqu’au XXe siècle, Uccle était un village à l’extérieur de l’enceinte méridionale de la ville de Bruxelles, faisant partie du Quartier de Bruxelles, et dont l'échevinat ou « banc d'Uccle » fut transféré au XVe siècle à Bruxelles et se confondra avec celui de Bruxelles. Les seigneurs de Carloo y avaient leur château. La chapelle castrale (datant de 1622) qui survécut à l’incendie du château des Carloo durant la révolution brabançonne est remplacée en 1836 par une église, première paroisse d’Uccle, alors que la ville de Bruxelles s’étend vers le sud.
Uccle étant devenu un faubourg de Bruxelles à la fin du XIXe siècle et sa population ayant augmenté de manière considérable, cette première église est démolie et remplacée entre 1911 et 1913 par la nouvelle église Saint-Job, œuvre de l’architecte Jules Bilmeyer.

## Patrimoine
- Quelques pierres tombales rappellent les origines du quartier et la famille des seigneurs et barons de Carloo : Jean van der Noot (mort en 1643), Roger van der Noot (mort en 1710) et Philippe-François van der Noot (mort en 1759). D’autres souvenirs sont une bourse et unechasuble aux armes des van der Noot. Ces pièces proviennent de l’ancienne chapelle castrale de Carloo.
- Un tableau Saint-Job raillé par sa femme est attribué à Gaspard de Crayer.